# 2011년 일본 시리즈
2011년 일본 시리즈(일본어: 2011年の日本シリーズ, 영어: 2011 Japan Series)는 2011년 11월 12일부터 11월 20일까지 열린 센트럴 리그 클라이맥스 시리즈 우승팀 주니치 드래건스와 퍼시픽 리그 클라이맥스 시리즈 우승팀 후쿠오카 소프트뱅크 호크스에 의한 제62회 일본 프로 야구 일본 시리즈 경기이다. 또한 2011년 대회부터는 게임 소프트웨어 회사이자 일본 야구 기구의 파트너(공식 스폰서)인 코나미가 대회 특별 협찬 스폰서로 참여했고 대회명도 ‘코나미 일본 시리즈 2011’(コナミ日本シリーズ2011)라는 이름으로 개최됐다.
총 7차례의 접전을 펼친 끝에 후쿠오카 소프트뱅크 호크스가 주니치 드래건스를 누르고 4승 3패의 성적을 기록, 2003년 이후 8년 만에 5번째 우승을 차지했다.

## 개요
퍼시픽 리그 클라이맥스 시리즈 우승 팀인 후쿠오카 소프트뱅크 호크스(퍼시픽 리그 우승)와 센트럴 리그 클라이맥스 시리즈 우승팀 주니치 드래건스(센트럴 리그 우승)와의 맞대결이 성사됐다. 이는 양팀의 일본 시리즈 맞대결은 소프트뱅크의 전신이자 모기업인 다이에 시절이던 1999년 이후 두 번째이다. 나고야와 후쿠오카 연고지를 두고 있는 구단의 일본 시리즈 맞대결은 주니치와 니시테쓰가 맞붙었던 1954년을 포함하면 세 번째다. 단, 2004년 일본 시리즈에서도 맞대결할 가능성이 있었지만 그해에 도입된 일본 시리즈 출전권을 내건 플레이오프 제도에 의해 정규 시즌 1위 팀 호크스는 시즌 2위 팀 세이부 라이온스에게 패한 바람에 그 대결은 2011년까지 이뤄지지 못했다.
금년도 일본 시리즈 우승 감독이 된 아키야마 고지는 선수 시절에 일본 시리즈 MVP를 두 차례 획득, 일본 시리즈 MVP와 우승 감독을 양쪽 모두 석권한 것은 가와카미 데쓰하루, 모리 마사아키, 나가시마 시게오에 이은 역대 4번째가 됐다(그 후 구도 기미야스도 기록).
소프트뱅크는 11월 25일부터 대만에서 개최되는 2011년 아시아 시리즈의 일본 대표로 출전하게 됐다.
금년도 일본 시리즈의 입장료 수입은 역대 최다 액수가 되는 15억 6,701만 3,100엔이다. 선수와 감독 등에 대한 분배금은 우승 팀 소프트뱅크가 역대 최고인 1억 2,462만 5,839엔, 주니치는 8,308만 3,892엔이다. 구단으로의 분배금은 양 구단 모두 3억 5,411만 1,829엔이었다.
동일본 대지진의 영향으로 시즌 개막 자체가 지연되면서 일본 시리즈 역사상 1950년에 이어 두 번째로 가장 늦게 개최하거나 종료됐다. 그해 일본 시리즈는 6차전까지 모두 원정팀이 승리했고 7차전에 홈팀인 소프트뱅크가 승리하는 진기록을 세웠다.

## 감독
| 소속 리그   | 소속                       | 감독              |
| ----------- | -------------------------- | ----------------- |
| 센트럴 리그 | 주니치 드래건스            | 오치아이 히로미쓰 |
| 퍼시픽 리그 | 후쿠오카 소프트뱅크 호크스 | 아키야마 고지     |

## 개최 구장
| 주니치 드래건스                   | 후쿠오카 소프트뱅크 호크스 |
| --------------------------------- | -------------------------- |
| 나고야 돔                         | 후쿠오카 Yahoo! JAPAN 돔   |
| 수용 인원: 49,000명               | 수용 인원: 38,500명        |
|                                   |                            |
| 나고야 돔후쿠오카 Yahoo! JAPAN 돔 |                            |

## 클라이맥스 시리즈경기 결과
|  | 클라이맥스 시리즈 1st               | 클라이맥스 시리즈 1st |                                                                 |        | 클라이맥스 시리즈 파이널    | 클라이맥스 시리즈 파이널 |                                        |         | 일본 시리즈 | 일본 시리즈 |
|  |                                     |                       |                                                                 |        |                             |                          |                                        |         |             |             |
|  |                                     |                       |                                                                 |        |                             |                          |                                        |         |             |             |
|  |                                     |                       |                                                                 |        |                             |                          |                                        |         |             |             |
|  |                                     |                       |                                                                 |        |                             |                          |                                        |         |             |             |
|  |                                     |                       | (6전 4선승제〈어드밴티지 1승을 포함〉) 나고야 돔                |        |                             |                          |                                        |         |             |             |
|  |                                     |                       |                                                                 |        |                             |                          |                                        |         |             |             |
|  | 주니치 드래건스(CL 우승)            | ☆○●●○○                |                                                                 |        |                             |                          |                                        |         |             |             |
|  | 주니치 드래건스(CL 우승)            | ☆○●●○○                | (3전 2선승제) 메이지 진구 야구장                                |        |                             |                          |                                        |         |             |             |
|  |                                     |                       | 도쿄 야쿠르트 스왈로스                                          | ★●○○●● |                             |                          |                                        |         |             |             |
|  | 도쿄 야쿠르트 스왈로스(CL 2위)      | ○●○                   | 도쿄 야쿠르트 스왈로스                                          | ★●○○●● |                             |                          |                                        |         |             |             |
|  | 도쿄 야쿠르트 스왈로스(CL 2위)      | ○●○                   | (7전 4선승제) 후쿠오카 Yahoo! JAPAN 돔 나고야 돔                |        |                             |                          |                                        |         |             |             |
|  | 요미우리 자이언츠(CL 3위)           | ●○●                   |                                                                 |        |                             |                          |                                        |         |             |             |
|  | 요미우리 자이언츠(CL 3위)           | ●○●                   |                                                                 |        | 주니치 드래건스(CL CS 우승) | ○○●●●○●                  |                                        |         |             |             |
|  |                                     |                       |                                                                 |        | 주니치 드래건스(CL CS 우승) | ○○●●●○●                  |                                        |         |             |             |
|  |                                     |                       |                                                                 |        |                             |                          | 후쿠오카 소프트뱅크 호크스(PL CS 우승) | ●●○○○●○ |             |             |
|  |                                     |                       |                                                                 |        |                             |                          | 후쿠오카 소프트뱅크 호크스(PL CS 우승) | ●●○○○●○ |             |             |
|  |                                     |                       | (6전 4선승제〈어드밴티지 1승을 포함〉) 후쿠오카 Yahoo! JAPAN 돔 |        |                             |                          |                                        |         |             |             |
|  |                                     |                       |                                                                 |        |                             |                          |                                        |         |             |             |
|  | 후쿠오카 소프트뱅크 호크스(PL 우승) | ☆○○○                  |                                                                 |        |                             |                          |                                        |         |             |             |
|  | 후쿠오카 소프트뱅크 호크스(PL 우승) | ☆○○○                  | (3전 2선승제) 삿포로 돔                                         |        |                             |                          |                                        |         |             |             |
|  |                                     |                       | 사이타마 세이부 라이온스                                        | ★●●●   |                             |                          |                                        |         |             |             |
|  | 홋카이도 닛폰햄 파이터스(PL 2위)    | ●●                    | 사이타마 세이부 라이온스                                        | ★●●●   |                             |                          |                                        |         |             |             |
|  | 홋카이도 닛폰햄 파이터스(PL 2위)    | ●●                    |                                                                 |        |                             |                          |                                        |         |             |             |
|  | 사이타마 세이부 라이온스(PL 3위)    | ○○                    |                                                                 |        |                             |                          |                                        |         |             |             |
|  | 사이타마 세이부 라이온스(PL 3위)    | ○○                    |                                                                 |        |                             |                          |                                        |         |             |             |

☆·★=클라이맥스 시리즈·파이널의 어드밴티지 1승 1패분

## 경기 일정
동일본 대지진의 영향으로 정규 시즌 개막이 늦었기 때문에 당초 예정보다 개최 날짜가 변경됐다.
- 1차전 : 11월 12일(후쿠오카 Yahoo! JAPAN 돔)
- 2차전 : 11월 13일(후쿠오카 Yahoo! JAPAN 돔)
- 3차전 : 11월 15일(나고야 돔)
- 4차전 : 11월 16일(나고야 돔)
- 5차전 : 11월 17일(나고야 돔)
- 6차전 : 11월 19일(후쿠오카 Yahoo! JAPAN 돔)
- 7차전 : 11월 20일(후쿠오카 Yahoo! JAPAN 돔)

1. 어느 쪽이 먼저 4승을 한 시점에서 본 시리즈는 종료한다.
2. 후쿠오카 Yahoo! JAPAN 돔에서 개최되는 1·2·6·7차전은 지명 타자제가 채택됐다.
3. 연장전은 15회까지, 2011년도 정규 시즌에 채택된 시간 제한에 관한 특례 조치(소위 ‘3시간 30분 룰’)가 이 대회에서는 채택되지 않았다.
4. 1차전은 낮 경기로 개최됐지만 이것은 1994년 6차전 이후 17년 만의 일이다.

## 경기 기록
| 일시                                             | 경기   | 원정팀(선공)               | 스코어 | 홈팀(후공)                 | 개최 구장                | 개시 시각 | 경기 시간  | 관중수   |
| ------------------------------------------------ | ------ | -------------------------- | ------ | -------------------------- | ------------------------ | --------- | ---------- | -------- |
| 11월 12일(토)                                    | 1차전  | 주니치 드래건스            | 2 - 1  | 후쿠오카 소프트뱅크 호크스 | 후쿠오카 Yahoo! JAPAN 돔 | 13시 00분 | 3시간 31분 | 34,457명 |
| 11월 13일(일)                                    | 2차전  | 주니치 드래건스            | 2 - 1  | 후쿠오카 소프트뱅크 호크스 | 후쿠오카 Yahoo! JAPAN 돔 | 18시 16분 | 3시간 44분 | 34,758명 |
| 11월 14일(월)                                    | 이동일 | 이동일                     | 이동일 | 이동일                     | 이동일                   | 이동일    | 이동일     | 이동일   |
| 11월 15일(화)                                    | 3차전  | 후쿠오카 소프트뱅크 호크스 | 4 - 2  | 주니치 드래건스            | 나고야 돔                | 18시 11분 | 3시간 22분 | 38,041명 |
| 11월 16일(수)                                    | 4차전  | 후쿠오카 소프트뱅크 호크스 | 2 - 1  | 주니치 드래건스            | 나고야 돔                | 18시 35분 | 3시간 40분 | 38,041명 |
| 11월 17일(목)                                    | 5차전  | 후쿠오카 소프트뱅크 호크스 | 5 - 0  | 주니치 드래건스            | 나고야 돔                | 18시 15분 | 3시간 49분 | 38,051명 |
| 11월 18일(금)                                    | 이동일 | 이동일                     | 이동일 | 이동일                     | 이동일                   | 이동일    | 이동일     | 이동일   |
| 11월 19일(토)                                    | 6차전  | 주니치 드래건스            | 2 - 1  | 후쿠오카 소프트뱅크 호크스 | 후쿠오카 Yahoo! JAPAN 돔 | 18시 17분 | 3시간 7분  | 34,927명 |
| 11월 20일(일)                                    | 7차전  | 주니치 드래건스            | 0 - 3  | 후쿠오카 소프트뱅크 호크스 | 후쿠오카 Yahoo! JAPAN 돔 | 18시 33분 | 3시간 30분 | 34,737명 |
| 우승: 후쿠오카 소프트뱅크 호크스(8년 만에 5번째) |        |                            |        |                            |                          |           |            |          |

## 일본 시리즈 경기 결과

### 1차전
- 11월 12일 - 후쿠오카 Yahoo! JAPAN 돔(연장 10회)

| 팀 | 1 | 2 | 3 | 4 | 5 | 6 | 7 | 8 | 9 | 10 | R | H | E |
| 주니치 | 0 | 0 | 0 | 0 | 0 | 0 | 1 | 0 | 0 | 1  | 2 | 4 | 1 |
| 소프트뱅크 | 0 | 0 | 0 | 1 | 0 | 0 | 0 | 0 | 0 | 0  | 1 | 4 | 1 |
| 승리 투수: 아사오 다쿠야(1-0) 패전 투수: 마하라 다카히로(0-1) 세이브: 이와세 히토키(1S) 홈런: 주니치 – 와다 가즈히로(7회 1점), 고이케 마사아키(10회 1점) |   |   |   |   |   |   |   |   |   |    |   |   |   |

### 2차전
- 11월 13일 - 후쿠오카 Yahoo! JAPAN 돔(연장 10회)

| 팀                                                                                        | 1 | 2 | 3 | 4 | 5 | 6 | 7 | 8 | 9 | 10 | R | H | E |
| 주니치                                                                                    | 0 | 0 | 0 | 0 | 0 | 0 | 1 | 0 | 0 | 1  | 2 | 7 | 0 |
| 소프트뱅크                                                                                | 0 | 0 | 0 | 0 | 0 | 0 | 1 | 0 | 0 | 0  | 1 | 8 | 0 |
| 승리 투수: 히라이 마사후미(1-0) 패전 투수: 마하라 다카히로(0-2) 세이브: 이와세 히토키(2S) |   |   |   |   |   |   |   |   |   |    |   |   |   |

### 3차전
- 11월 15일 - 나고야 돔

| 팀 | 1 | 2 | 3 | 4 | 5 | 6 | 7 | 8 | 9 | R | H  | E |
| 소프트뱅크 | 1 | 0 | 0 | 2 | 0 | 0 | 0 | 1 | 0 | 4 | 12 | 1 |
| 주니치 | 0 | 0 | 0 | 0 | 0 | 1 | 0 | 1 | 0 | 2 | 4  | 1 |
| 승리 투수: 셋쓰 다다시(1-0) 패전 투수: 멕시모 넬슨(0-1) 세이브: 브라이언 폴켄버그(1S) 홈런: 소프트뱅크 – 다무라 히토시(4회 2점), 호소카와 도루(8회 1점) |   |   |   |   |   |   |   |   |   |   |    |   |

### 4차전
- 11월 16일 - 나고야 돔

| 팀                                                                                    | 1 | 2 | 3 | 4 | 5 | 6 | 7 | 8 | 9 | R | H | E |
| 소프트뱅크                                                                            | 2 | 0 | 0 | 0 | 0 | 0 | 0 | 0 | 0 | 2 | 8 | 0 |
| 주니치                                                                                | 0 | 0 | 0 | 0 | 1 | 0 | 0 | 0 | 0 | 1 | 5 | 1 |
| 승리 투수: D.J. 홀튼(1-0) 패전 투수: 가와이 유다이(0-1) 세이브: 브라이언 폴켄버그(2S) |   |   |   |   |   |   |   |   |   |   |   |   |

### 5차전
- 11월 17일 - 나고야 돔

| 팀                                                     | 1 | 2 | 3 | 4 | 5 | 6 | 7 | 8 | 9 | R | H  | E |
| 소프트뱅크                                             | 1 | 0 | 0 | 0 | 0 | 0 | 1 | 3 | 0 | 5 | 10 | 0 |
| 주니치                                                 | 0 | 0 | 0 | 0 | 0 | 0 | 0 | 0 | 0 | 0 | 5  | 0 |
| 승리 투수: 야마다 히로키(1-0) 패전 투수: 천웨이인(0-1) |   |   |   |   |   |   |   |   |   |   |    |   |

### 6차전
- 11월 19일 - 후쿠오카 Yahoo! JAPAN 돔

| 팀                                                                                  | 1 | 2 | 3 | 4 | 5 | 6 | 7 | 8 | 9 | R | H | E |
| 주니치                                                                              | 2 | 0 | 0 | 0 | 0 | 0 | 0 | 0 | 0 | 2 | 5 | 0 |
| 소프트뱅크                                                                          | 0 | 0 | 0 | 1 | 0 | 0 | 0 | 0 | 0 | 1 | 5 | 0 |
| 승리 투수: 요시미 가즈키(1-0) 패전 투수: 와다 쓰요시(0-1) 세이브: 아사오 다쿠야(1S) |   |   |   |   |   |   |   |   |   |   |   |   |

### 7차전
- 11월 20일 - 후쿠오카 Yahoo! JAPAN 돔

| 팀                                                                                      | 1 | 2 | 3 | 4 | 5 | 6 | 7 | 8 | 9 | R | H | E |
| 주니치                                                                                  | 0 | 0 | 0 | 0 | 0 | 0 | 0 | 0 | 0 | 0 | 4 | 0 |
| 소프트뱅크                                                                              | 0 | 0 | 1 | 1 | 0 | 0 | 1 | 0 | X | 3 | 8 | 0 |
| 승리 투수: 스기우치 도시야(1-0) 패전 투수: 야마이 다이스케(0-1) 세이브: 셋쓰 다다시(1S) |   |   |   |   |   |   |   |   |   |   |   |   |

## 수상 선수
MVP
- 고쿠보 히로키(소프트뱅크)

타율 0.320(22타수 8안타), 2타점을 기록, 2차전부터 6차전까지 5경기 연속 안타를 기록했다. 4차전과 5차전에서는 모두 첫 회에 결승타가 되는 선제 적시타를 때려냈다.
감투상
- 요시미 가즈키(주니치)

2경기에 선발 등판하여 1승 무패, 평균자책점 1.29(14이닝, 2자책점)을 기록했는데 특히 6차전에서 7과 2/3이닝, 1실점을 호투하면서 승리 투수가 됐고 주니치에서 가장 유일한 선발 승리 투수였다.
우수 선수상
- 스기우치 도시야(소프트뱅크)

2경기에 선발 등판하여 7차전에서는 7이닝 동안 피안타 3개와 무실점으로 호투해 팀의 일본 시리즈 우승에 기여했다. 합계로는 1승 무패, 평균자책점 1.59(14와 2/3이닝, 1자책점).
- 브라이언 폴켄버그(소프트뱅크)

5차전과 6차전을 제외한 모든 경기에 등판, 일본 시리즈를 통해서 볼넷 1개와 무안타 무실점으로 호투했고 3차전과 4차전에서는 2세이브를 기록하면서 팀 승리수를 타이 기록으로 세운 것에 기여했다.
- 와다 가즈히로(주니치)

1차전에서는 와다 쓰요시로부터 동점 홈런, 6차전에서도 역시 와다로부터 선제 적시 3루타를 때려내는 등 타율 2할 1푼 7리(23타수 5안타)를 기록하면서 합계 3타점을 기록했다. 부진에 시달리고 있는 주니치 타선 가운데에서도 기염을 토해냈다.
2011년 대회에서는 MVP와 감투 선수상, 우수 선수상에 이어 일본 야구 기구의 스폰서인 코나미에서 아래의 상이 추가됐다.
- 모두가 선택하는 코나미상 : 상금 300만 엔
- 드림 나인상 : 상금 200만 엔
- BASEBALL HEROES상 : 상금 200만 엔
  - 3개 상 수상자는 모두 우치카와 세이이치(소프트뱅크)가 차지했다.

타율 0.233(30타수 7안타)와 2타점을 기록했는데 4차전에서 4경기 연속 안타(이 기간에서의 타율은 0.375(16타수 6안타)), 6차전에서 요시미 가즈키, 7차전에서는 아사오 다쿠야로부터 적시타를 때려내는 등의 활약으로 팀의 일본 시리즈 우승에 기여했다.
※위의 3개 상은 대회 기간 중 ‘코나미 일본 시리즈 2011 스페셜 사이트’, KONAMI의 소셜 게임 ‘프로야구 드림 나인’ 등 팬 투표에 의해 결정됐다.

## 같이 보기
- 2011년 퍼시픽 리그 클라이맥스 시리즈
- 2011년 센트럴 리그 클라이맥스 시리즈
- 2011년 아시아 시리즈
- 1999년 일본 시리즈